# William H. McRaven
William H. McRaven (Pinehurst, North Carolina, 6 november 1955) is gepensioneerd vier-sterren-admiraal van de United States Navy en sinds januari 2015 voorzitter van de University of Texas.
Zijn laatste rol als admiraal was van augustus 2011 tot augustus 2014 de negende commandant van het United States Special Operations Command (USSOCOM). Hieraan voorafgaand was hij van juni 2008 tot augustus 2011 commandant van het Joint Special Operations Command (JSOC) en van juni 2006 tot maart 2008 commandant van het Special Operations Command Europe (SOCEUR). Gelijktijdig hieraan was hij aangewezen als eerste directeur van het Special Operations Forces Coordination Centre (NSCC), waar hij belast was met het verhogen van de mogelijkheden en inzetbaarheid van alle Special Operations Forces van de NAVO. Admiraal McRaven trad op 28 augustus 2014 terug, na 37 jaar actieve dienst.

## Opleiding
McRaven studeerde in 1977 af aan de University of Texas, waar hij zijn bachelor in de journalistiek behaalde. Aanvullend behaalde hij een master aan de Naval Postgraduate School.

## Carrière

### Special Operations
Nadat hij van de University of Texas kwam werd hij aangesteld als officier bij de U.S. Navy SEALs en bracht enige tijd op de Filipijnen door. Binnen de Special Operations-community heeft hij op diverse niveaus het bevel gevoerd, in de Golfoorlog was hij commandant van een speciale eenheid.
McRaven is ook stafofficier geweest gericht op onderlinge coördinatie; ook was hij directeur strategische planning bij het Bureau ter bestrijding van terrorisme van de Nationale Veiligheidsraad en stafchef bij de Naval Special Warfare Group.

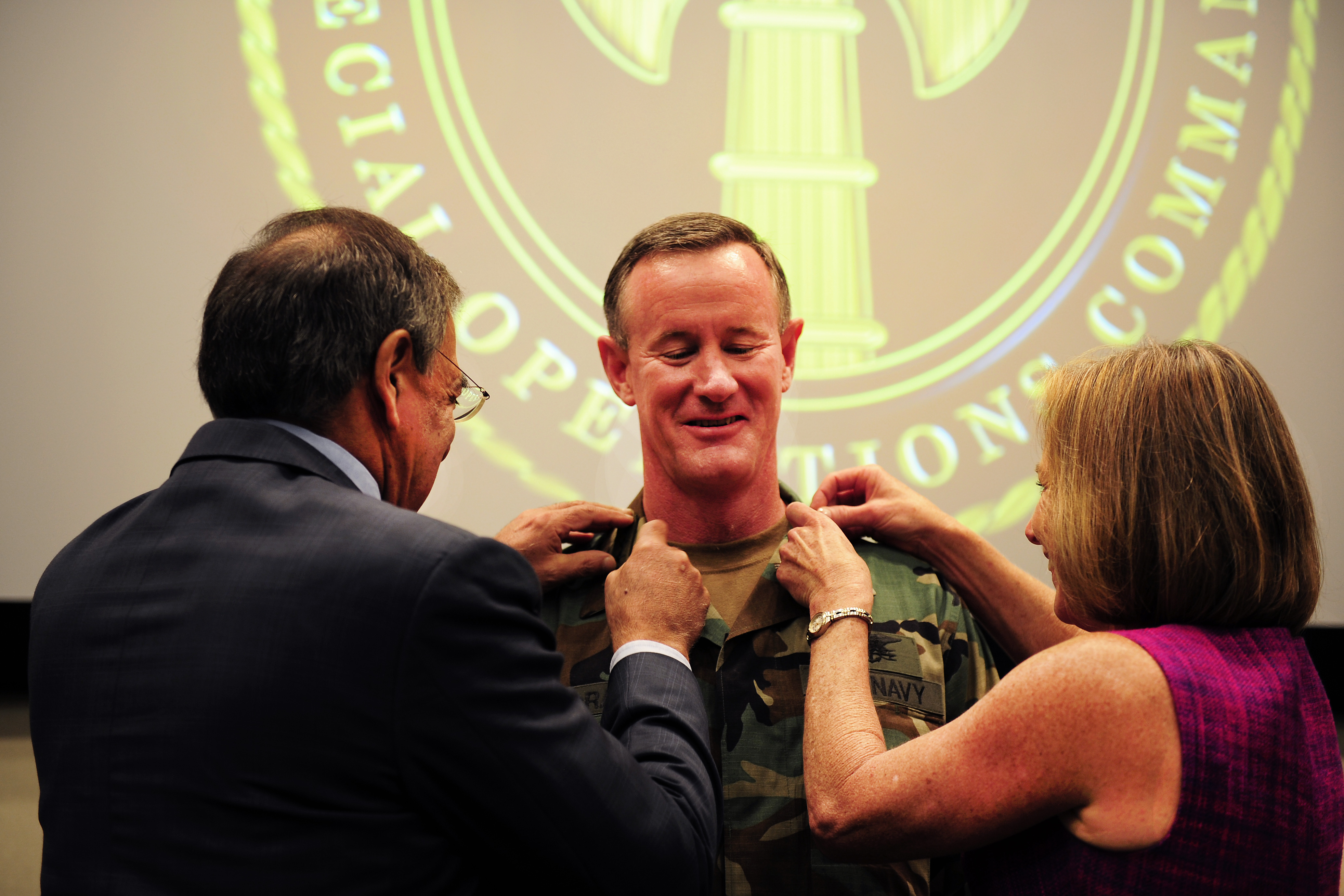
Leon E. Panetta bevestigt Navy Adm. William H. McRavens nieuwe rang als vier-sterren-admiraal, samen met McRavens vrouw tijdens een ceremonie op MacDill Air Force Base, Florida, 8 augustus 2011.

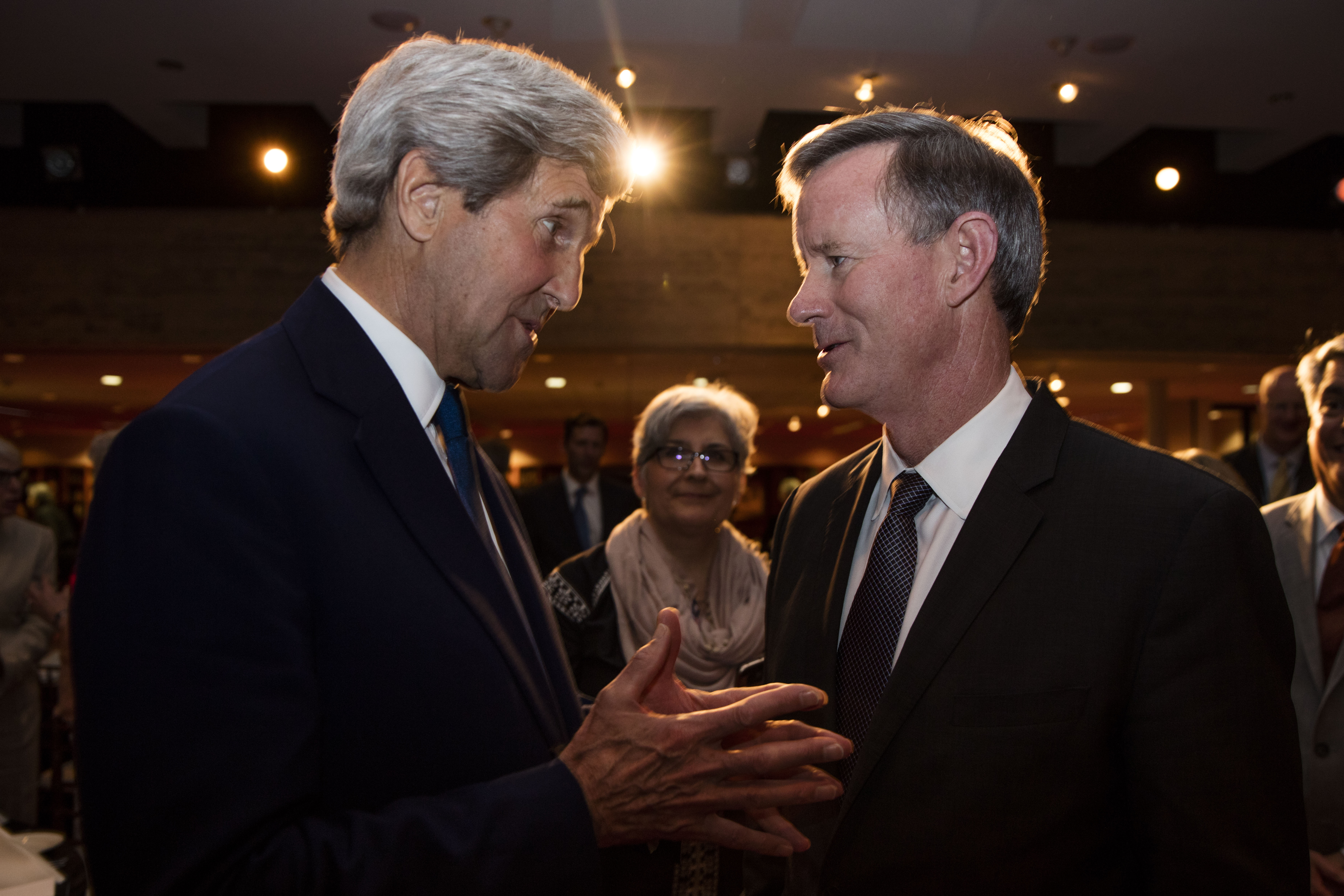
(L-R) Minister John Kerry en William McRaven, op een receptie in de LBJ Presidential Library.

Op 6 april 2011 werd McRaven door president Barack Obama genomineerd voor bevordering tot admiraal en commandant van de USSOCOM. McRaven pleitte hierbij voor meer middelen voor USSOCOM, inclusief meer drones. Na hoorzittingen voor de Senaatscommissie voor de Strijdkrachten werd McRaven door de Senaat unaniem benoemd voor promotie tot vier-sterren-admiraal en commandant van USSOCOM.

#### Operatie Neptune Spear
McRaven geniet de eer voor het organiseren en begeleiden van de Operatie Neptune Spear waarbij op 2 mei 2011 Osama bin Laden werd gedood. CIA-directeur Leon Panetta delegeerde deze actie aan McRaven omdat deze sinds 2001 vrijwel uitsluitend had gewerkt aan terrorismebestrijding.
Volgens de New York Times belde Panetta in februari 2011 de toen nog vice-admiraal William H. McRaven, om naar het CIA-hoofdkwartier in Langley, Virginia, te komen, om hem details te verstrekken over de verblijfplaats van Osama bin Laden. McRaven kreeg opdracht om plannen te maken voor een actie. Admiraal McRaven werkte wekenlang samen met de CIA en kwam met drie opties. Een helicopteraanval met U.S. Navy SEALs, een aanval met B-2 Spirit-bommenwerpers die de compound zouden wegvagen, of een gezamenlijke actie met de Pakistaanse inlichtingendienst, die enkele uren voor de start van de missie op de hoogte zou worden gebracht. Jaren later bleek op grond van een Freedom of Information-verzoek dat McRaven op 13 mei 2011 een e-mail stuurde getiteld "OPSEC Guidance / Neptune Spear" met instructie aan geadresseerden" dat alle foto's van het lichaam van Osama bin Laden aan de CIA hadden moeten worden gegeven; wie nog foto's heeft moest deze vernietigen.

#### Uitdiensttreding
In juni 2014 werd aangekondigd dat het verzoek om pensionering van admiraal McRaven was goedgekeurd. Hij sloot een loopbaan van 37 jaar af. Hij trad terug op 1 september 2014. De laatste jaren was hij Bull Frog geweest, de langst dienende actieve Navy SEAL, waarmee hij zijn SOCOM-voorganger Eric T. Olson opvolgde. Hij kreeg diverse onderscheidingen.

### Kritiek op president Trump
McRaven trad medio augustus 2018 op niet eerder vertoonde wijze in de publiciteit door het als gerenommeerd oud-topmilitair op te nemen voor voormalig CIA-directeur John Brennan, na het bekend was gemaakt dat president Trump hem zijn veiligheidsmachtiging, d.w.z. toegang tot vertrouwelijke informatie, had ontnomen.
McRaven: "Weinig Amerikanen hebben meer gedaan om dit land te beschermen dan John. Hij is een man van onvergelijkelijke integriteit, wiens eerlijkheid buiten kijf stond voor wie hem kende." 
Gericht aan president Trump voegde hij daaraan toe: "Daarom zou ik het als een eer beschouwen als u ook mijn veiligheidsmachtiging zou intrekken, zodat ik ook mijn naam kan toevoegen aan de lijst van mannen en vrouwen die zich hebben uitgesproken tegen uw presidentschap."
.
Op 19 november 2018 nam president Trump tijdens een interview met Fox News de gelegenheid weer eens te baat om McRaven te misprijzen als "een Clinton- en Obama-supporter". CNN constateerde verwijzend naar eerdere aanvallen op militairen, als senator John McCain en generaal John Allen (USMC) en daarbij betrekkend dat Trump nog geen enkel bezoek aan Amerikaanse soldaten aan het front heeft gebracht, dat dit het draagvlak voor de strijdkrachten geen goed doet..

## Privéleven
McRaven is een zoon van Anna Elizabeth Long en kolonel Claude C. McRaven, een Spitfire-gevechtspiloot in de Tweede Wereldoorlog. McRaven is getrouwd met Georgeann Brady McRaven. Ze hebben drie kinderen. McRaven was aanwezig bij het 2012 White House Correspondents Association Dinner als gast van zijn klasgenoot van de vijfde klas, Karen Tumulty.

## In de media
- Dirty Wars, een Amerikaanse documentaire uit 2013, bevat McRaven, die een locatie opnieuw bezoekt en zich bij de overlevenden van de Khataba-inval verontschuldigt.
- Zijn promotietoespraak op de University of Texas in Austin in 2014, werd op YouTube meer dan 18 miljoen keer bekeken.[14][15]
- Hij werd gespeeld door Christopher Stanley in de film Zero Dark Thirty in 2012.